# حسن بن حسين بن علي آل الشيخ
حسن بن حسين بن علي آل الشيخ (1266 هـ - 1341 هـ / 1850 - 1923) عالم دين سعودي، اسمه حسن بن حسين بن علي بن حسين ابن الشيخ محمد بن عبد الوهاب، ولد في مدينة الرياض عام 1266 هـ الموافق 1850.

## نسبه
الشيخ حسن من أسرة آل الشيخ المشهورة وهم من آل مشرف من فخذ آل زاخر الذين هم بطن من الوهبة من بني حنظلة من قبيلة بني تميم.

## نشأته وعلمه
نشأ الشيخ حسن في الرياض، حيث قرأ القرآن الكريم حتى حفظه، ثم بدأ القراءة والتعلُّم على يد عبد الرحمن بن حسن ابن شيخ الإسلام محمد بن عبد الوهاب وعلى يد ابنه عبد اللطيف بن عبد الرحمن بن حسن آل الشيخ، وعلى يد عبد الرحمن بن عدوان.
تولَّى حسن قضاء الأفلاج في أيام محمد العبد الله الرشيد، ثم نقله من الأفلاج إلى المجمعة عاصمة سدير فصار قاضيًا لها ولكافة بلدان سدير، ثم ولاه أخيرًا القضاء في مدينة الرياض.
وله عدة رسائل مُضمَّنة في مجموع الرسائل والمسائل النجدية.

## طلابه
تتلمذ على يد حسن بن حسين آل الشيخ مجموعة من طلبة العلم ومنهم:
- ابنه عبد الله بن حسن بن حسين آل الشيخ.
- وابنه عمر بن حسن بن حسين آل الشيخ.
- محمد بن عبداللطيف بن عبدالرحمن آل الشيخ.
- عبد الرحمن بن سالم.
- إبراهيم السياري.
- أحمد أبو حسين.
- محمد بن حميد.

## وفاته
تُوفِّي حسن بن حسين آل الشيخ في مدينة الرياض في شهر ذي القعدة من عام 1341 هـ الموافق يوليو عام 1923، وصُلِّي عليه بعد العصر في جامع الرياض الكبير بمدينة الرياض ودفن في مقبرة العود.